# Fabián Binzugna
Fabián Alfredo Binzugna (Ezeiza, Buenos Aires, 30 de mayo de 1970) es un exfutbolista argentino que jugaba como arquero.

## Trayectoria

### Laferrere
Binzugna debutó en Laferrere en 1992. En el equipo de Buenos Aires jugó hasta 1995.

### Atlético Tucumán
En 1995 se mudó a San Miguel de Tucumán y se sumó a Atlético Tucumán. Jugó en el decano hasta el año 1997.

### Arsenal
Para la temporada 1997/98 pasó a Arsenal.

### Deportivo Morón
En 1998 llegó a Deportivo Morón. En el gallito disputó una temporada.

### Almagro
En 1999 se unió a Almagro. En el equipo porteño jugó hasta el 2000.

## Clubes
| Club             | País      |
| ---------------- | --------- |
| Laferrere        | Argentina |
| Atlético Tucumán | Argentina |
| Arsenal          | Argentina |
| Deportivo Morón  | Argentina |
| Almagro          | Argentina |